# Ю
Ю, ю  — літера кирилиці. В українській абетці 32-га за ліком (до 1990 року була 31-ю). Присутня також у російській абетці (32-га за ліком), в болгарській (29-та), у білоруській (31-ша). З сербської виключена в середині XIX століття, в македонську, побудовану за зразком нової сербської, не вводилася. Використовується також в письменностях деяких неслов'янських мов.

## Історія
У старослов'янській кирилиці  зазвичай вважають 33-ю за порядком. Числового значення не має. Назва в слов'янській азбуці збігається з сучасним — «ю», у сучасній церковнослов'янській мові  (укр. її) — знахідний відмінок короткої форми займенника церк.-слов. я («вона», «та»), але слід мати на увазі, що в староцерковнослов'янській орфографії цей займенник записувався як Ѭ («великий йотований юс»), бо за походженням він являє собою йотований носовий *jǫ (подібно всім закінченням знахідного відмінка слів з основою на *-a), збіг цього слова з назвою букви пізніший — після скасування «великих юсів» у кириличному письмі. З огляду на те, що в «Паризькому абецедарії» («Abecedarium bulgaricum») «ю» назване «юсом», можна припустити, що це було первісним найменуванням букви, а перенесення назви на знаки для носових сталося вже в Стародавній Русі, де носові голосні зникли вже до XI ст.
Походження кириличної літери — грецька лігатура  IǑ, ιǒ (ΙΟΥ,  ιου ).
У глаголиці має накреслення , за ліком 34-та. Для походження глаголичної форми загальноприйнятої теорії немає, але найчастіше її співвідносять із латинським диграфом IU  ( iu). Числового значення також не має.
Накреслення в кирилиці мало небагато варіантів, яке в основному розрізнялося положенням сполучної рисочки (вона могла бути посередині, як у нинішніх шрифтах, або зверху, а також похилою). Використовувалися варіанти і з різною величиною елементів літери: щось на зразок ГО із з'єднанням по верхньому краю o, зазвичай така форма говорить про північне походження рукопису. Ця форма іноді потрапляла і в друкарські шрифти, наприклад у видання Франциска Скорини.
У староруському скорописі йотуючий штрих часом вироджується у щось на зразок с-подібного штриха над літерою о, таким чином, літера набувала вид грецької δ («дельти»). У старослов'янських пам'ятках XII—XV століть зустрічається ще один варіант літери — «оборотне Ю» з тим же значенням.

## Українська мова
Ю — 32-га літера української абетки. На початку слів, після голосних і розділових знаків відповідає парі звуків [јu], після приголосних — їхнє пом'якшення (якщо це можливо) і звук u. Після приголосних, втім, в українському письмі ставиться не цілком вільно, якщо не зважати на запозичення. В українській мові, на відміну від російської, цілком звичайне м'яке поєднання Цю: Цюрупа, пацюк, цюкати, Цюрко, по пальцю та ін. Після м, б, п, в, ф, майже завжди потрібне відділення апострофом (б'ю, п'ю, в'ю) або літерою л (знайомлю, люблю, сплю, ловлю, графлю). Після гортанних г, к, х, а також після щ в українській лексиці не використовується. Після шиплячих ж, ш, ч вживається лише, коли вони подовженні: подорожжю, тушшю, річчю. Після з, с, д, т також є певні історично зумовлені обмеження, що дозволяють ставити ю після цих приголосних у закінченнях іменників (князю, лосю, ґедзю, гостю), але не в дієсловах (форми возю, носю, ходю, пестю є діалектними, а в літературній мові має бути зміна приголосних, як у вожу, ношу, ходжу, пещу). Винятки з описаних вище правил відносяться до запозичень (бюст, Вюртембург, пюпітр, дежавю, курфюрст, мюрид; гюрза, кювет, Хюе; Цюрих тощо), більшість із яких — іншомовні імена і назви. Харківський правопис та проект правопису 1999 року пропонували писати всі ці слова через апостроф. До 1990 року слова журі, брошура та парашут також писалися через літеру ю. У драгоманівці пропонувалося викинути «ю» з абетки і замінити її залежно від значення на буквосполучення «jy» або «ьу».

### Походження «ю»
В українській мові звук [ju] («ю») може мати різне походження:
- Від праслов'янського *ju, який сходив до праіндоєвропейського дифтонга *eu̯ у закритих складах, саме цим пояснюється слов'янське чергування «ю» — «ев»: староцерк.-слов. рюти — укр. ревти (ранньо-прасл. *reu̯ti), староцерк.-слов. бльвати — укр. блюю (ранньо-прасл. beu̯ti). Саме таке походження має «ю» у багатьох українських словах (любов, рюмити, юний). У старослов'янській кириличній і глаголичній писемності [ju] передавався літерою «ю». Низка слів праслов'янського походження з початковим «ю», проте, має не питомо українське (східнослов'янське) походження, а являє собою запозичення зі старослов'янської мови (церковнослов'янізми). До них належать, зокрема, слова юний, юнак, юдоль.
- Від праслов'янського *jǫ — йотованого [ǫ], який був носовим варіантом звука [o], що походив зі сполучень голосних заднього ряду з наступними носовими приголосними (*on, *om, *an, *an), які утворилися у закритих складах після початку дії закону відкритого складу. У старослов'янській писемності [jǫ] передавався літерою «великий йотований юс», який у кирилиці мав вигляд Ѭ. Після втрати носових голосних у східнослов'янських і південнослов'янських мовах Ѭ поступово змінила літера «ю», бо [ǫ] у більшості слов'янських мов збігся з [u]. Саме таке походження має «ю» у закінченнях знахідного відмінка однини іменників і займенників 1-ї відміни (княгиню, мою, свою), у закінченнях орудного відмінка однини (моєю, рукою, рибою), у закінченнях дієслів 1-ї особи однини (молю, кохаю, маю) і 3-ї особи множини (плавають, кохають, мають).
- Звук [ju] проникав до української і в запозиченнях з інших мов (алюр, бюро, інтерв'ю, трюм, Юлія). У деяких запозиченнях виникнення [ju] відбулося вже на слов'янському ґрунті (укр. Юрій < д.-рус. Гюрги, Гюргии < грец. Γεόργιος).

## Церковнослов'янська мова
У сучасній церковнослов'янській орфографії літера ю після приголосних трапляється тільки після л, н, р і (рідко) після д, т, з, s, хоча у старому московському (а нині старообрядницькому) ізводі церковнослов'янської мови активно використовувалася після м'яких шиплячих: чюдо, чюти (чуять), ѿвращю тощо.

## Таблиця кодів
| Кодування    | Регістр | Десятковий код | 16-ковий код | Вісімковий код | Двійковий код     |
| ------------ | ------- | -------------- | ------------ | -------------- | ----------------- |
| Юнікод       | Велика  | 1070           | 042E         | 002056         | 00000100 00101110 |
| Юнікод       | Мала    | 1102           | 044E         | 002116         | 00000100 01001110 |
| ISO 8859-5   | Велика  | 206            | CE           | 316            | 11001110          |
| ISO 8859-5   | Мала    | 238            | EE           | 356            | 11101110          |
| KOI 8        | Велика  | 224            | E0           | 340            | 11100000          |
| KOI 8        | Мала    | 192            | C0           | 300            | 11000000          |
| Windows 1251 | Велика  | 222            | DE           | 336            | 11011110          |
| Windows 1251 | Мала    | 254            | FE           | 376            | 11111110          |